# 伊皿山
伊皿山（いさらやま）は、樺太島の中部西海岸にある山である。標高1,022m
当該地域の領有権に関しては樺太の項目を、現状に関してはサハリン州の項目を参照。

## 概要
- 樺太恵須取郡鵜城村に属していた。
- 樺太では名山として知られ、通称イサラヌプリ（アイヌ語で「禿げ山」の意味）と呼ばれていた。